# Justicia multibracteata
Justicia multibracteata är en akantusväxtart som beskrevs av Raymond Benoist. Justicia multibracteata ingår i släktet Justicia och familjen akantusväxter. Inga underarter finns listade i Catalogue of Life.